# Juegos de los Pequeños Estados de Europa de Liechtenstein 2011
Los XIV Juegos de los Pequeños Estados de Europa de Liechtenstein 2011 se celebraron del 30 de mayo al 4 de junio de 2011 en Liechtenstein.

## Países participantes
- Andorra (64)
- Chipre (131)
- Islandia (113)
- Liechtenstein (75) (Equipo anfitrión)
- Luxemburgo (111)
- Montenegro (20)
- Malta (72)
- Mónaco (89)
- San Marino (75)

## Calendario
| CA | Ceremonia de Apertura | ● | Eventos de Competiciones | 1 | Eventos Finales | CC | Ceremonia de Clausura |

| Mayo/Junio            | Mayo/Junio            | 30 Lun | 31 Mar | 1 Mié | 2 Jue | 3 Vie | 4 Sáb |     |
| --------------------- | --------------------- | ------ | ------ | ----- | ----- | ----- | ----- | --- |
| Ceremonias            | Ceremonias            | CA     |        |       |       |       | CC    |     |
| Atletismo             | Atletismo             |        |        | 9     |       | 13    | 13    | 35  |
| Vóley playa           | Vóley playa           |        | ●      | ●     | ●     | ●     | 2     | 2   |
| Ciclismo              | Ciclismo              |        | 2      |       | 1     | 2     |       | 5   |
| Judo                  | Judo                  |        | 14     |       | 2     |       |       | 16  |
| Tiro                  | Tiro                  |        | 2      | 2     |       | 1     |       | 5   |
| Squash                | Squash                |        | ●      | ●     | 2     | ●     | 2     | 4   |
| Natación              | Natación              |        | 8      | 10    | 8     | 6     |       | 5   |
| Tenis de mesa         | Tenis de mesa         |        | ●      | 2     | 2     | 1     | 2     | 5   |
| Tenis                 | Tenis                 |        | ●      | ●     | ●     | 2     | 3     | 5   |
| Voleibol              | Voleibol              |        | ●      | ●     | ●     | ●     | 2     | 5   |
| Total Medallas de Oro | Total Medallas de Oro |        | 26     | 23    | 15    | 25    | 24    | 113 |
| Mayo/Junio            | Mayo/Junio            | 30 Lun | 31 Mar | 1 Mié | 2 Jue | 3 Vie | 4 Sáb | T   |

## Canción de Liechtenstein 2011
La canción de Liechtenstein 2011 "Be part of it" está escrita por la banda de pop rock Blue Gravity.

## Medallero
| Núm.  | País                      | Oro | Plata | Bronce | Total |
| ----- | ------------------------- | --- | ----- | ------ | ----- |
| 1     | Chipre                    | 32  | 30    | 20     | 82    |
| 2     | Luxemburgo                | 30  | 15    | 27     | 72    |
| 3     | Islandia                  | 20  | 23    | 25     | 68    |
| 4     | Malta                     | 8   | 12    | 9      | 29    |
| 5     | Liechtenstein (anfitrión) | 6   | 10    | 11     | 27    |
| 6     | Mónaco                    | 6   | 9     | 14     | 29    |
| 7     | Montenegro                | 4   | 2     | 2      | 8     |
| 8     | Andorra                   | 3   | 7     | 5      | 15    |
| 9     | San Marino                | 3   | 4     | 11     | 18    |
| Total | Total                     | 112 | 112   | 124    | 348   |